# 1120
| [ Edytuj tabelę ]          |                                                                 |
| Książę Polski              | - 1102 Bolesław Krzywousty 1138                                 |
| Król Angkoru               | - 1113 Surjawarman II 1150                                      |
| Król Anglii                | - 1100 Henryk I 1135                                            |
| Król Aragonii i Nawarry    | - 1104 Alfons I Waleczny 1134                                   |
| Hrabia Barcelony           | - 1082 Rajmund Berengar III Wielki 1131                         |
| Książę Bawarii             | - 1101 Welf II 1120 - 1120 Henryk IX Czarny 1126                |
| Książę Burgundii           | - 1102 Hugo II 1143                                             |
| Cesarz Bizancjum           | - 1118 Jan II Komnen 1143                                       |
| Cesarz Chin                | - 1100 Song Huizong 1125                                        |
| Książę Czech               | - 1117 Borzywoj II 1120 - 1120 Władysław I 1125                 |
| Król Danii                 | - 1104 Niels Stary 1134                                         |
| Władca Egiptu              | - 1101 Al-Amir 1130                                             |
| Król Francji               | - 1108 Ludwik VI Gruby 1137                                     |
| Król Gruzji                | - 1089 Dawid IV Budowniczy 1125                                 |
| Hrabia Holandii            | - 1091 Floris II Gruby 1121                                     |
| Cesarz Japonii             | - 1107 Toba 1123                                                |
| Kalif                      | - 1118 Al-Mustarszid 1135                                       |
| Król Kastylii              | - 1109 Urraka Kastylijska 1126                                  |
| Wielki książę Kijowa       | - 1113 Włodzimierz II Monomach 1125                             |
| Patriarcha Konstantynopola | - 1111 Jan IX Agapet 1134                                       |
| Władca Korei               | - 1105 Yejong 1122                                              |
| Państwo Almorawidów        | - 1106 Ali ibn Jusuf 1143                                       |
| Król Norwegii              | - 1103 Eystein I Magnusson 1123 - 1103 Sigurd I Krzyżowiec 1130 |
| Książę Obodrzyców          | - 1093 Henryk Gotszalkowic 1127                                 |
| Hrabia Palatynatu          | - 1113 Gotfryd z Kalw 1129                                      |
| Papież                     | - 1118 antypapież Grzegorz VIII 1121 - 1119 Kalikst II 1124     |
| Hrabia Portugalii          | - 1112 Alfons I Zdobywca 1139 - 1112 Teresa (regentka) 1128     |
| Sułtan Rumu                | - 1116 Masud I 1156                                             |
| Książę Saksonii            | - 1106 Lotar III 1127                                           |
| Sułtan Wielkich Seldżuków  | - 1118 Mahmud II 1120 - 1118 Ahmad Sandżar 1157                 |
| Król Szkocji               | - 1107 Aleksander I Szkocki 1124                                |
| Król Szwecji               | - 1118 Inge II Młodszy 1125                                     |
| Doża Wenecji               | - 1117 Domenico Michiel 1130                                    |
| Król Węgier                | - 1116 Stefan II 1131                                           |

Rok 1120 / MCXX
stulecia: XI wiek ~
XII wiek ~
XIII wiek

lata: 1110 «
1115 «
1116 «
1117 «
1118 «
1119 «
1120
» 1121
» 1122
» 1123
» 1124
» 1125
» 1130

## Wydarzenia na świecie
- 16 stycznia – podczas obrad synodu Kościoła jerozolimskiego przyjęto Kodeks z Nabulusu.
- 30 czerwca – papież Kalikst II wkroczył triumfalnie do Rzymu.
- 25 listopada – w wyniku zatonięcia Białego Statku zginął książę Wilhelm Adelin, jedyny ślubny syn króla Anglii Henryka I.

## Urodzili się
- Dại Xả, wietnamski mistrz thiền ze szkoły vô ngôn thông (zm. 1180)
- Ludwik VII Młody, król Francji (zm. 1180)
- Raymond du Puy, drugi wielki mistrz zakonu joannitów (zm. 1160)
- Urban III, papież (zm. 1187)

## Zmarli
- Enrico de Mazara, włoski kardynał
- Foyan Qingyuan, chiński mistrz chan (ur. 1068)
- Gerard Tonque, założyciel zakonu szpitalników
- Welf II, książę Bawarii z rodu Welfów (ur. 1072)
- Wilhelm Adelin, książę angielski, syn Henryka I Beauclerc
- Żyrosław I, biskup wrocławski